# 乾りっか
椿 ましろ（つばき ましろ）は、日本の元AV女優。Bstar所属。

## 略歴・人物
2019年1月、乾りっかとしてエスワン専属女優としてAVデビュー。
2020年1月10日、「椿ましろ（つばき ましろ）」（1996年11月13日生）で新たにツイッターを開始し、所属事務所をWishに移し改名したことを報告。
現在は引退している。

## 出演作品

### アダルトビデオ

#### 乾りっか 名義
2019年
- 新人 NO.1STYLE 乾りっか AVデビュー（1月7日、エスワン）
- 170cm8等身ボディ細腰クビレ めちゃイキ!めちゃ×2潮吹き! 初体験3本番スペシャル（2月7日、エスワン）
- 交わる体液、濃密セックス（3月7日、エスワン）
- 激イキ182回! 痙攣4550回! イキ潮10000cc! 大迫力にエビ反る170cm8等身ボディ エロス覚醒 はじめての大・痙・攣スペシャル（4月19日、エスワン）
- 絶頂ポルチオ開発 巨根×膣中イキオーガズム（5月7日、エスワン）
- 1カ月ハメ禁・オナ禁でアドレナリン爆発! 絶頂の向こう側を体感する 失神昇天オーガズム（6月7日、エスワン）
- 痩身クビレに憧れる少女と猥褻ストレッチ店（7月7日、エスワン）
- 【完堕ち】するまで数日にわたり輪姦され続けた長身美脚キャビンアテンダント（8月7日、エスワン）

#### 椿ましろ 名義
2020年
- 神くびれ 椿ましろ AVデビュー（3月13日、赤面女子）
- 「弟の事が本当に好きなんです…」 清楚お姉ちゃんが、弟の前で全裸の告白! 裸で抱き合うだけの約束が、キッス、素股、結局ぬるっと入って生中出し!（4月10日、赤面女子）
- 旦那いるのにごめんなさいw レスで悩むあるある主婦 彼氏じゃ満足できない美女 巨根を求めて到来 絶頂アクメ（4月19日、ABC）
- おっさん嫌い円交ヤンギャルみこちゃん(21)がまさかの中年おやじ熟練テクでイキ潮ジョバババッ!!プライド崩壊!!屈辱アクメ潮!!（4月25日、ナンパJAPAN）※「みこ」名義
- 潮 汗 涎 あらゆる穴から淫液まみれ垂れ流し極潤性交（5月1日、DOC）
- 「あぁっ!乳首溶けちゃうって!」 乳首が敏感すぎる入院患者を不憫に思ったのかスケベに思ったのかすんごい乳首責め騎乗位で中出しさせてくれる連続膣搾り美人ナース!（5月1日、DOC）
- ペアルーム痩身サロンで施術師に欲求不満がバレて弄られ快楽堕ち!! カーテン挟んだ彼氏の隣で声を殺して連続アクメ!!（6月30日（レンタル）/7月10日（セル）、LEO）
- 終電を逃した親友の彼女を泊めさせたら、親友が迎えに来ても欲情に負けてハメまくっていた。（7月19日、ROYAL）
- 素人女子大生ガチナンパ! ファーストキスの童貞君と舌ジュボDeepKISSしてくれませんか? 「ちゅぱぁ♥レロレロ…はぁはぁ…じょうずね、気持ちいいよ」 当然フル勃起させてしまう包茎ち♥ぽを責任もって素股筆おろししてください!! ギャル2名、清楚ふう2名、1本で2度おいしい贅沢版!（9月11日、赤面女子）
- 「マジ悪魔!?」 同級生のギャルにイジメられ僕のチ●コは臨界点突破ッ!さ・ら・に!! 杭打ちピストンで何発も中出しで鬼イカセられる僕…（9月18日、DOC）
- 120%リアルガチ軟派伝説 vol.88 in 千葉（9月18日、プレステージ）
- 170cm長身痴女先生のい・け・な・いM男性教育（9月25日、MEGAMI）
- 熟女連れ込み! 他人棒と遊ぶ人妻 盗撮ドキュメントのすべて 18 〜長身!爆乳!痴女妻の欲求不満SEX記録編〜（10月13日、熟女プライベート）※「亜矢」名義
- ギャルママ美容師ギラギラ中出し義母相姦（11月7日、ヴィーナス）※「天海ルイ」名義
- 痴女お姉さんのむちむち黒パンスト狭射 #2（11月7日、MEGAMI）
- ガチナンパ! 潮吹きが凄い敏感女子に生チ○ポを挿れたらお願い!ヤめて!と言いつつ腰をガン振り連発アクメ! 147イキ!17射精!（11月15日、ナンパーズ）
- 女子大生限定 飲み会後、部屋にお持ち帰り盗撮 そして黙ってAVへ 【no.42】 爆乳JDに痴女られ中出し編（11月25日、お持ち帰り）※「紗月」名義

### VR
2020年
- 神スタイル美乳 エロランジェリーほろ酔いラブイチャSEX（3月18日、ブイワンVR）
- “連続アクメ”へようこそ 生ち○ぽで本能剥き出しま○こ べちょぬるオイルで、敏感おかわり射精性交（5月12日、KMPVR-彩-）※「ましろ」名義
- 歯磨きVR（7月21日、KMPVR）
- ボクのカノジョは匂わせメ○ヘラ系女!!VR ボクとの関係をみんなに公表したい!常に束縛していたい!カワイイけどヤバい女と付き合って別れて再び付き合う事になった一部始終をバーチャル恋愛体験!!（8月21日、変態紳士倶楽部）
- 女子校生女体観察VR（9月12日、KMPVR）
- 神スタイル美乳 女教師拘束レ●プ 家庭訪問で説得も虚しく犯●れる（9月19日、ブイワンVR）
- 肉食レイヤーと個撮生ハメで優勝! どちゃシココスでグイグイこられて我慢できずに夢中オフパコ!（10月31日、Cosmo Planets VR）

### 配信限定
2020年
- エプロンで巨乳をひた隠すお料理教室の先生をビヤクで堕とす!裸エプロンのおっぱいを揉んで!舐めて!美味しくいただく!生クリームチ○ポを一心不乱に舐めしゃぶる!お口とマ○コをチ○ポで塞がれ歓喜のトロ顔!いつもは優しい先生が淫靡なメスと化す!!【ビヤクで××しませんか?〜パイパン料理講師が体の穴中ザーメンまみれ!の巻き〜】（3月1日、SUKEKIYO）※「つばき」名義
- Fカップ!!170cmの美スレンダー痩身ボイン美女コンパニオン!!出世欲&性欲高めのド淫乱!?レースクイーン時のガチ衣装で強調される乳!!尻!!クビレ!!最高です!!感度もマシマシの即濡れマ○コは立ちバックでご賞味ください!!/AV男優の電話帳/No.026（5月15日、プレステージプレミアム）※「ましろ」名義
- 170cmFカップの美人秘書の痩身ボイン絶品スタイル!!オジサンのストーカーと化す程の愛!!最終目的はオジサンの花嫁!!フライング花嫁修業でガチ生ピストンで中イキ連続昇天!!＜おじさんずラブ017：ましろ＞（5月29日、プレステージプレミアム）※「ましろ」名義
- しろろん(21)（6月18日、MOON FORCE）
- 【初撮り】【うぶな金髪ギャル】【張りが凄いSS級の美裸体】いじらしい反応を魅せる早漏ギャル。小生意気なところが可愛い彼女だが、高まっていく快感を抑えられず.. ネットでAV応募→AV体験撮影 1321（8月22日、シロウトTV）※「ましろ」名義
- 【神スタイル×長身美脚×中出し4連発】ざわ…ざわ… 圧倒的美脚っ…!ざわ… 悪魔的スタイルっ…!!爆速騎乗位で中出し、顔射4連発!このギャル正に沼っ…!精液を飲み込む犯罪的ドエロ沼っ…!このギャルに出会えた事、圧倒的感謝っ…!!次回予告「エロは命より重い!最強のエロギャル登場!!」【ギャルしべ長者35人目 さりな】（10月10日、ギャルしべ長者）※「さりな」名義
- レイル（10月28日、MOON FORCE）
- 萬代椿姫（11月5日、恋する花嫁）